# Neochromadora trichophora
Neochromadora trichophora är en rundmaskart som först beskrevs av Steiner 1921.  Neochromadora trichophora ingår i släktet Neochromadora och familjen Chromadoridae. Inga underarter finns listade i Catalogue of Life.